# Arian Salimi
Arian Salimi (en persa: آرین سلیمی‎; 16 de diciembre de 2003) es un deportista iraní que compite en taekwondo.
Participó en los Juegos Olímpicos de París 2024, obteniendo una medalla de oro en la categoría de +80 kg. En los Juegos Asiáticos de 2022 consiguió una medalla de plata.
Ganó una medalla de bronce en el Campeonato Mundial de Taekwondo de 2023 y una medalla de oro en el Campeonato Asiático de Taekwondo de 2024.

## Palmarés internacional
| Juegos Olímpicos    | Juegos Olímpicos  | Juegos Olímpicos  | Juegos Olímpicos |
| Año                 | Lugar             | Medalla           | Categoría        |
| ------------------- | ----------------- | ----------------- | ---------------- |
| 2024                | París (Francia)   | Medalla de oro    | +80 kg           |
| Campeonato Mundial  |                   |                   |                  |
| Año                 | Lugar             | Medalla           | Categoría        |
| 2023                | Bakú (Azerbaiyán) | Medalla de bronce | –87 kg           |
| Juegos Asiáticos    |                   |                   |                  |
| Año                 | Lugar             | Medalla           | Categoría        |
| 2022                | Hangzhou (China)  | Medalla de plata  | +80 kg           |
| Campeonato Asiático |                   |                   |                  |
| Año                 | Lugar             | Medalla           | Categoría        |
| 2024                | Đà Nẵng (Vietnam) | Medalla de oro    | +87 kg           |